# Карин, Константин
Константин Карин (эст. Konstantin Karin; 30 марта 1973, Силламяэ) — эстонский футболист, полузащитник.

## Биография
Воспитанник юношеской команды «Алмаз» (Силламяэ), тренер — Михаил Васильевич Мухин. Взрослую карьеру начинал в клубах северо-востока Эстонии, в советский период играл за «Калев» (Силламяэ) в чемпионате республики среди КФК, а после распада СССР — в клубах высшего дивизиона Эстонии «Нарва-Транс» и ЭП (Йыхви). В составе «Транса» — бронзовый призёр чемпионата Эстонии сезона 1994/95. В начале 1997 года перешёл в таллинскую «Лантану» и выступал за клуб в течение года, стал чемпионом страны и финалистом Кубка Эстонии сезона 1996/97. В 1998 году вернулся в «Транс», а большую часть сезона 1999 года провёл на правах аренды в клубе первой лиги «Лоотус» (Кохтла-Ярве), стал серебряным призёром и третьим бомбардиром первой лиги (21 гол). С 2000 года в течение четырёх сезонов регулярно играл за стартовый состав «Транса», стал обладателем Кубка Эстонии 2000/01 (в финале не играл). В 2004 году выступал за дебютанта высшего дивизиона «Меркуур» (Тарту).
В 2005 году вернулся в «Лоотус» и помог клубу подняться из второй лиги в первую, став лучшим бомбардиром клуба в сезоне (24 гола), однако на следующий сезон «Лоотус» не был успешен и вылетел обратно. В 2007 году футболист перешёл в «Калев» (Силламяэ), с которым вышел из первой лиги в высшую. Был основным игроком «Калева» в первом сезоне после возвращения в высшую лигу, сыграв 32 матча в 2008 году. В 2009 году в составе «Лоотуса» стал серебряным призёром первой лиги и помог клубу повыситься в классе. В дальнейшем до конца карьеры играл в низших лигах за дубль «Калева».
Всего в высшей лиге Эстонии сыграл 276 матчей и забил 41 гол. В составе «Лантаны» и «Транса» участвовал в играх еврокубков.
После окончания игровой карьеры работает в клубе «Дина» (Силламяэ) с детскими командами. Имеет тренерскую лицензию «В».

## Достижения
- Чемпион Эстонии: 1996/97
- Бронзовый призёр чемпионата Эстонии: 1994/95
- Обладатель Кубка Эстонии: 2000/01
- Финалист Кубка Эстонии: 1996/97

## Личная жизнь
Старший брат Вячеслав (род. 1970) также футболист, провёл более 80 матчей в высшей лиге Эстонии. Отец играл в футбол на региональном уровне за команду «Сиргала».
Помимо футбола Константин несколько лет работал слесарем на шахте.